# Пјан деј Пини (Сијена)
Пјан деј Пини је насеље у Италији у округу Сијена, региону Тоскана.
Према процени из 2011. у насељу је живело 22 становника. Насеље се налази на надморској висини од 150 м.